# 光孝寺 (广州)
23°7′55.55″N 113°15′3.81″E / 23.1320972°N 113.2510583°E
光孝寺，全称为报恩光孝禅寺，位于广东省广州市越秀区六榕街道彭家巷社区光孝路109号。是广州市历史最悠久的寺院建筑、广州市四大丛林（光孝、六榕、华林、海幢）之一，亦为广东省佛教协会的所在地，有差不多2000年的历史，正门重新修建，并补上趙樸初手书“光孝寺”匾额。门两旁有对联：“五羊论古寺”、“初地访诃林”。

## 历史

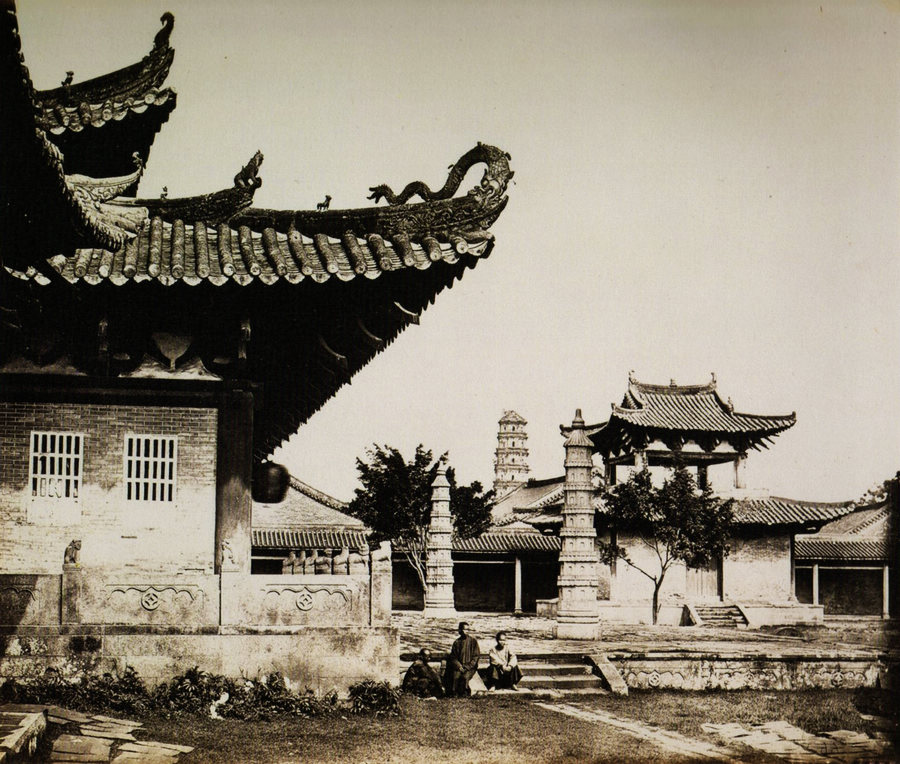
1860年的大雄寶殿，遠處可見六榕寺花塔。

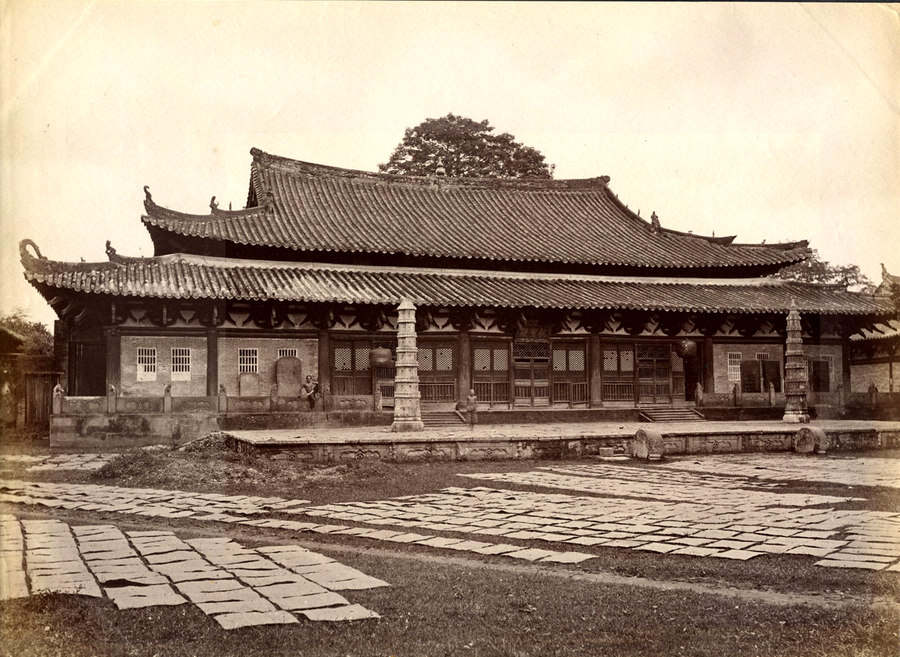
清朝時，光孝寺一帶是八旗漢軍鑲白旗部駐地。圖為晚清時拮据的旗人家在大雄寶殿前晾曬用作謀生的紙紮工藝用紙皮。

### 早期
寺址最初是南越王赵建德的故宅。三国吴大帝年间，虞翻被贬至此，聚徒讲学，在此广植苹婆和诃子树，所以称为“诃林”。又称“虞苑”。虞翻死后，家人施宅为寺院，取名制止寺，也称虞翻庙，这是光孝寺最早的前身。公元246年，交州分为交、广两州，合浦以北属广州，管辖有南海、苍梧、郁林、合浦四郡。广州又称羊城，所以有“未有羊城，先有光孝”的谚语。唐太宗贞观年间（627年－649年），寺宇的规模不断扩大，成为岭南地区一个重要的佛教活动中心。唐高宗仪凤元年（676年），惠能禅师（南宗始祖）曾在寺内讨论风幡关系，后在寺内建有风幡堂（已毁于文化大革命）与瘞髮塔。五代南汉时，南汉时主刘鋹等在大宝六年（963年）和十年（967年），又先后建造东西两座铁塔，各七层。东塔为冶铸莲花座，西塔为冶铸千佛塔，高约二丈，精刻细作，惟妙惟肖。但西铁塔已倒塌，只剩余塔基部分。后来，宋真宗又在大殿左侧建造六祖殿。南宋高宗绍兴二十年（1150年），改名为报恩广孝寺，后又改“广”为“光”，遂有光孝寺今名。

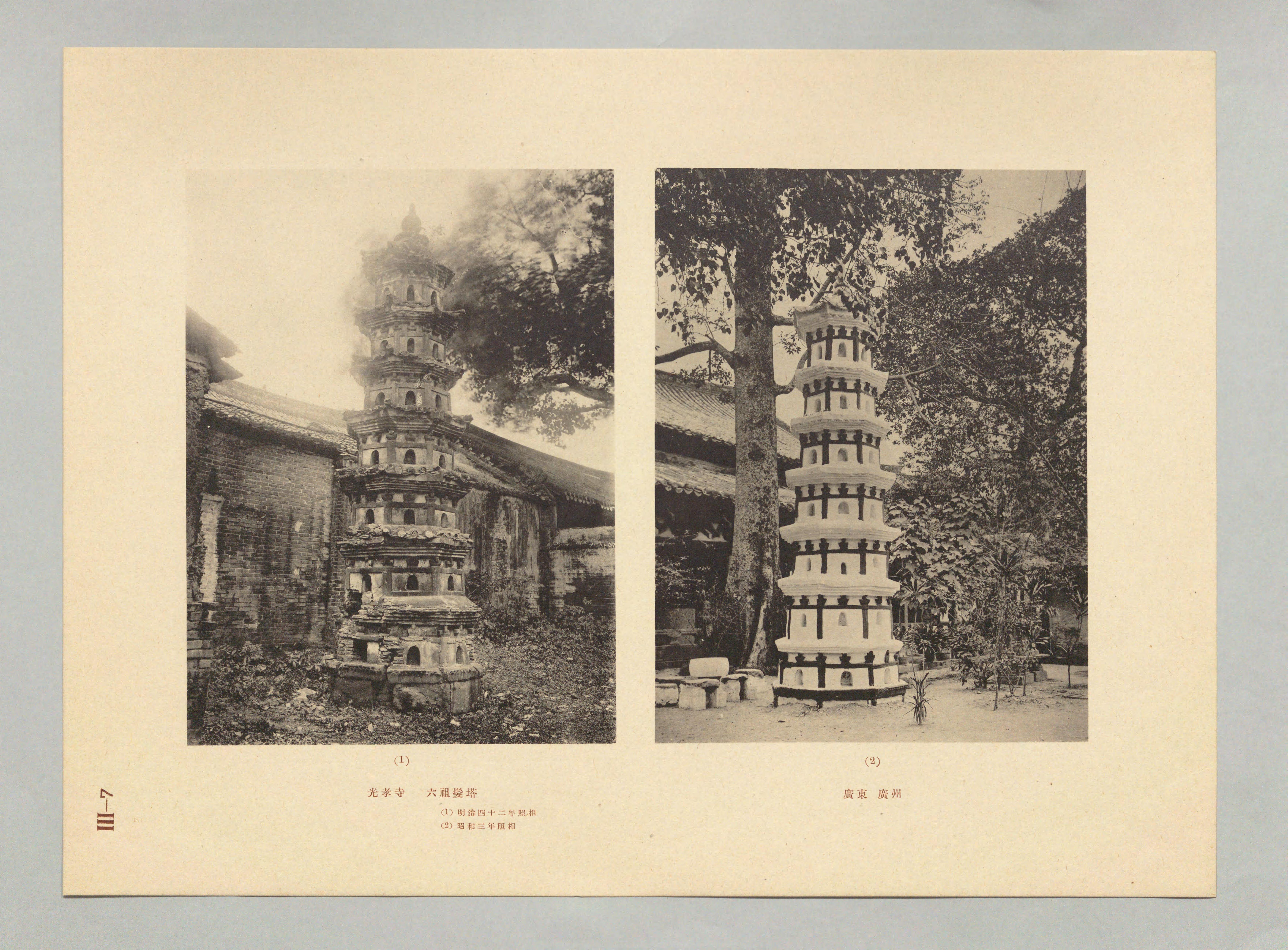
瘞髮塔，由關野貞攝於明治四十二年及昭和三年。

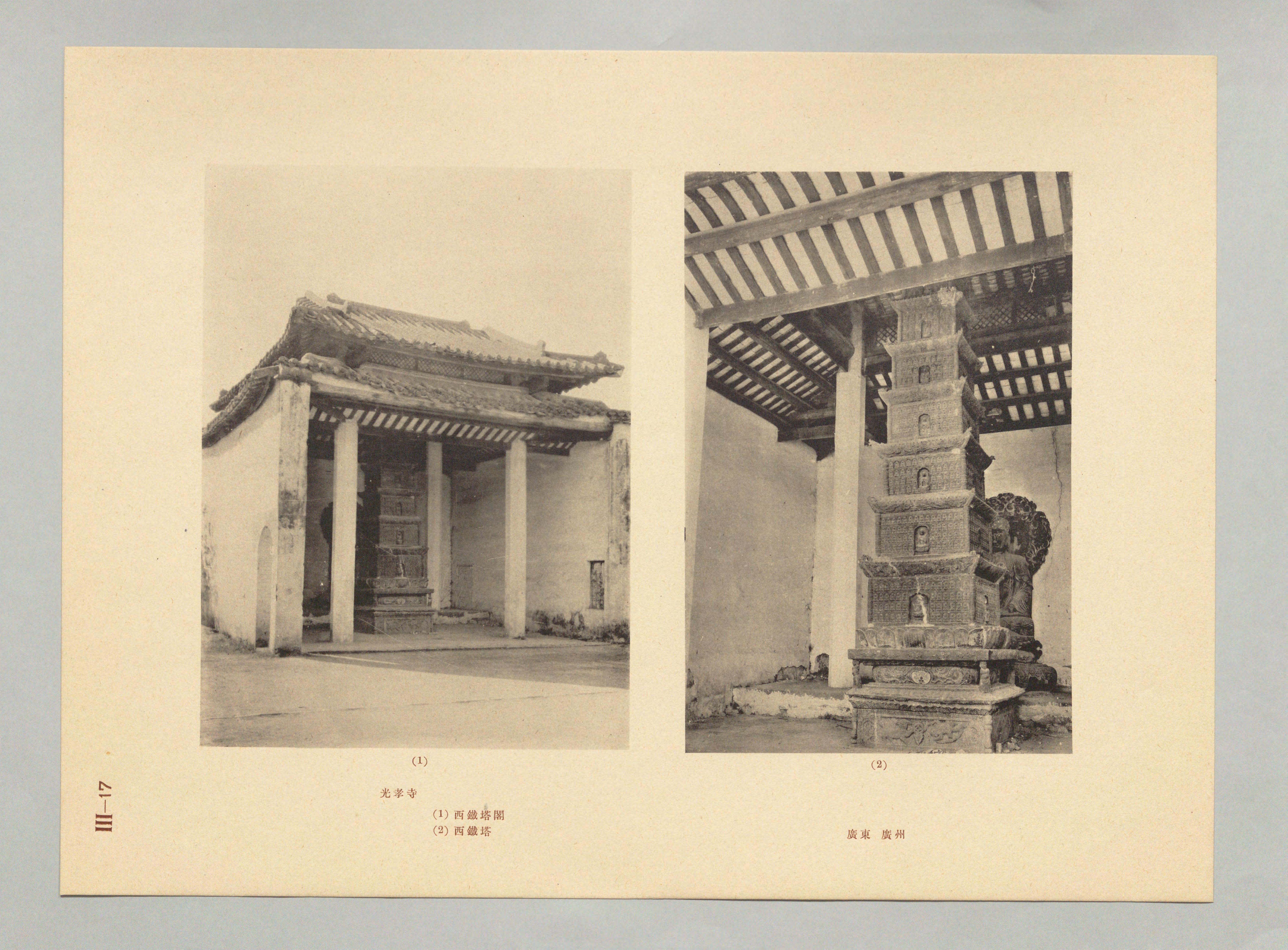
西鐵塔閣及西鐵塔

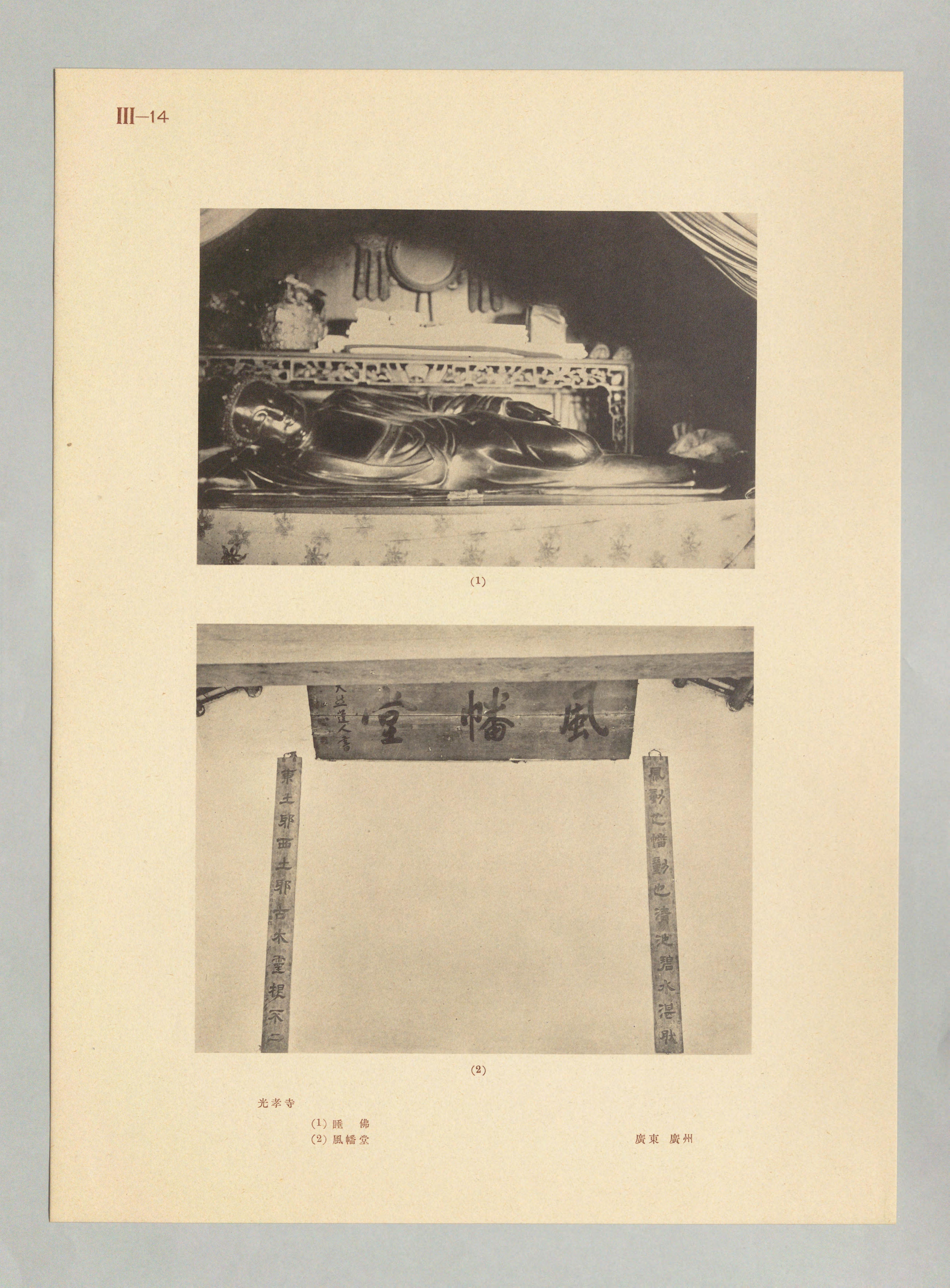
風幡堂內的睡佛

在中国佛教史上，光孝寺的地位十分重要。曾被中国北宗尊奉为始祖的天竺（印度）僧人求那跋陀罗把光孝寺叫做“诃林”；禅宗始祖达摩禅师曾在此挂塔；六祖惠能也曾隐名埋姓在光孝寺内住了多年。据《大藏经》卷四十八记载：“时有风吹幡动。一僧曰幡动。议论不已，惠能进曰：‘不是风动，不是幡动，仁者心动。’”此论被主持释法知悉后，十分赏识惠能的悟性，认为惠能洞悉玄机，亲自在菩提树下为惠能削发，还募缘为惠能建造瘞髮塔。从此，光孝寺成为南宗六祖惠能创立禅宗南宗的佛教发祥地。第二年，惠能去了广东韶关的宝林寺（今南华寺），传教数十年，门人海法整理其说汇成《坛经》。武则天时，宰相房融曾在光孝寺内与天竺僧人合译《楞嚴經》文。今寺中笔授轩、洗砚池就是当时的遗迹。这说明中印两个文明古国的文化交流是源远流长的。
光孝寺内还有“洗钵泉”（俗称“达摩井”），为中国佛教禅宗祖师达摩西来歇脚之处。

### 近代
1650年清军南下，炮轰广州城，光孝寺也笼罩于战火之中。清军入城后，光孝寺被占为兵营，隔年又由于广东贡院在清军入城时毁于战火，故把光孝寺作为贡院。期间，光孝寺进行过修建。
1903年，光孝寺被广南中学、八旗小学占用。

#### 中華民國
中華民國建政後的1912年，被广州第二十七小学占用；1913年被广东法官学校、警监学校和广东课史馆三单位占用；1938年，被广州鸣松学校、国立中山大学附属中学占用；1938年日本侵华，傀儡政权曾一度占用光孝寺作为伪政府的“和平救国军总司令部”，后又移交给伪“广东大学”作为校舍。日本投降后，又被广东省义理学院占用，後义理学院撤出，又被广东省立艺术专科学校占用，并在寺里开设了美术部、音乐部、戏剧部，把绝大部分的禅房、佛殿占去。当时国民政府提出“教育建国”方略，因此只要与教育有关，一切均要大开绿灯让道。所以寺庙里传出的钟声、经声，经常夹杂着乐声、歌声、读书声。

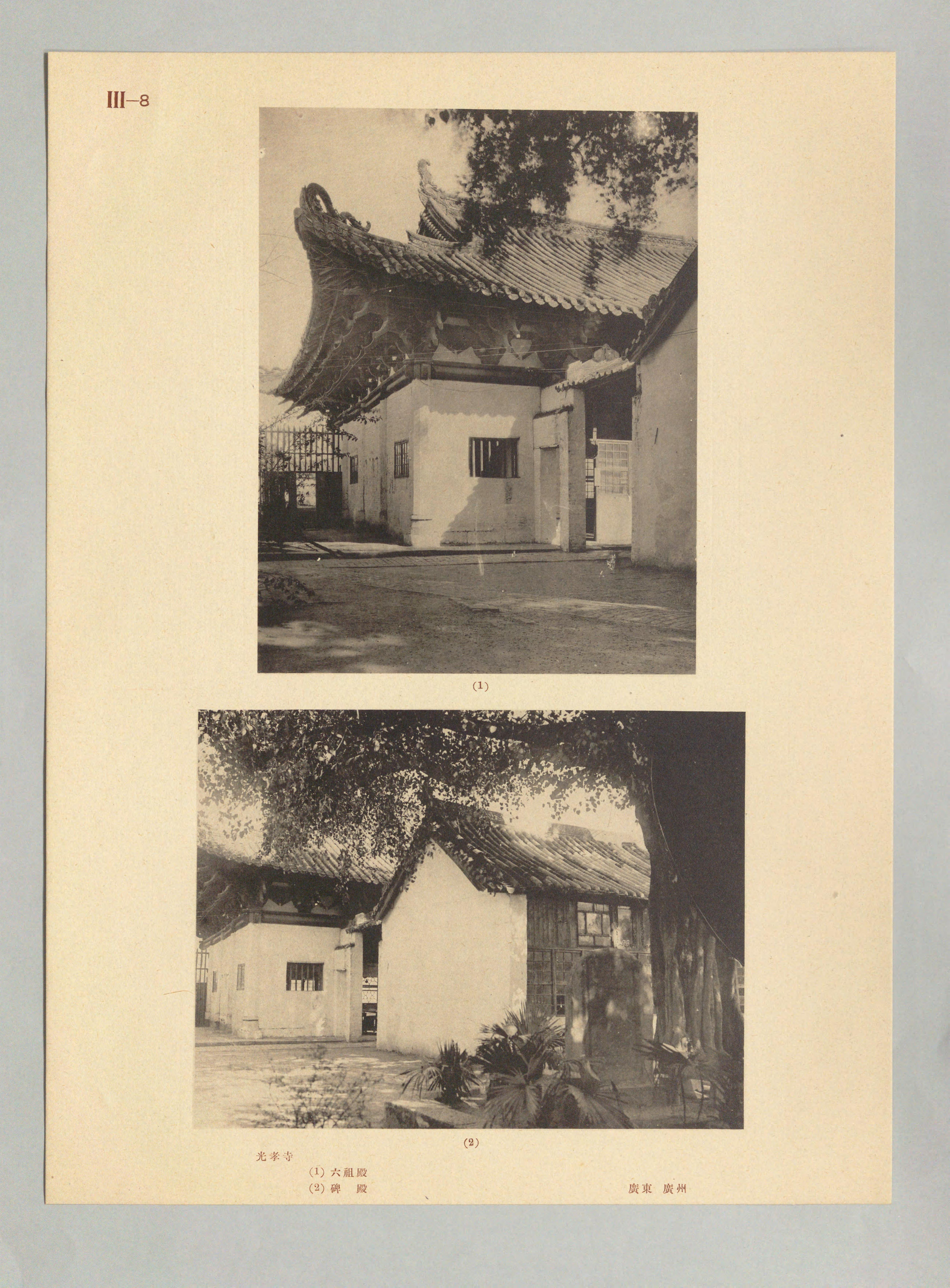
六祖殿及碑殿
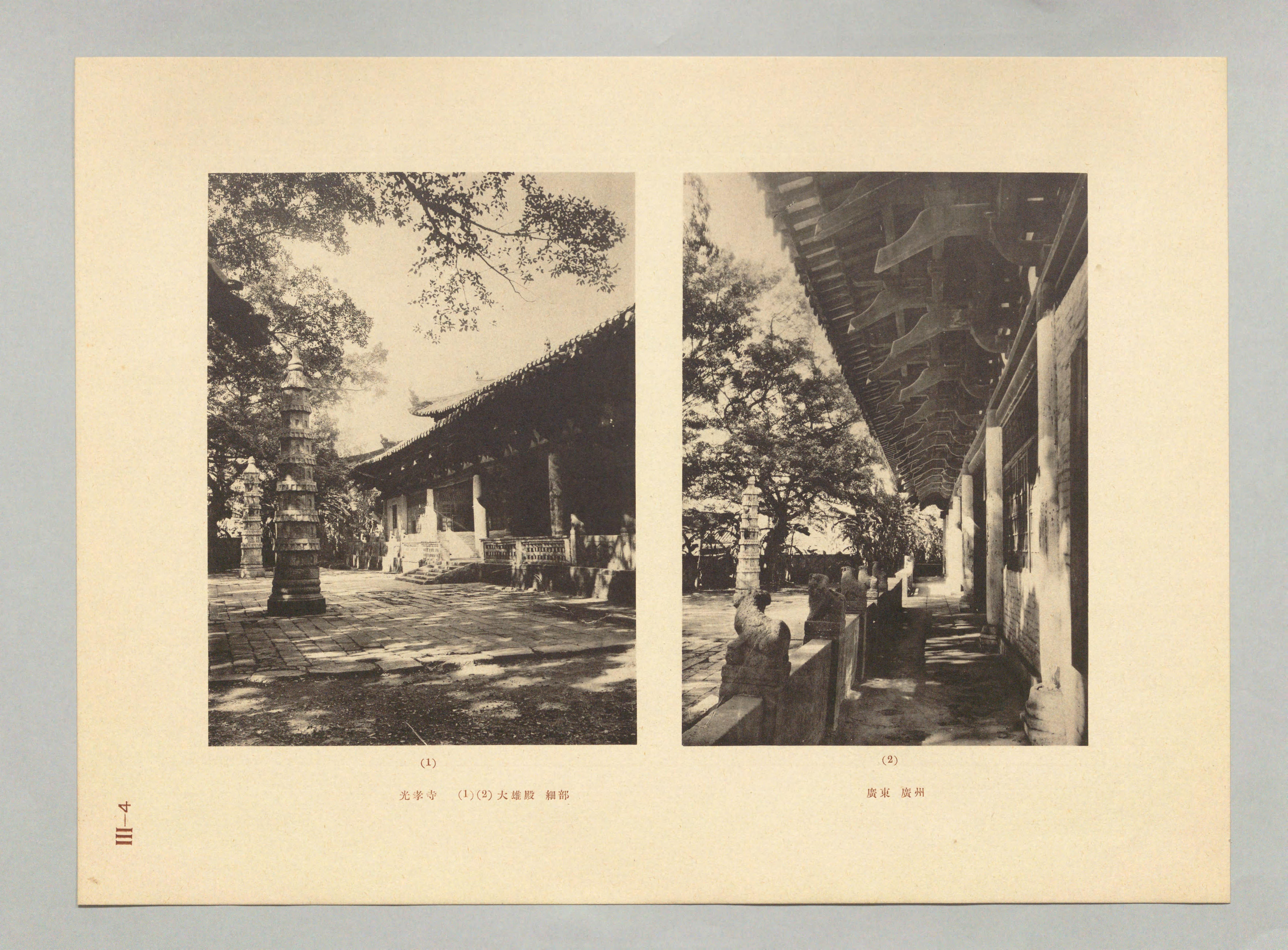
大雄寶殿細部
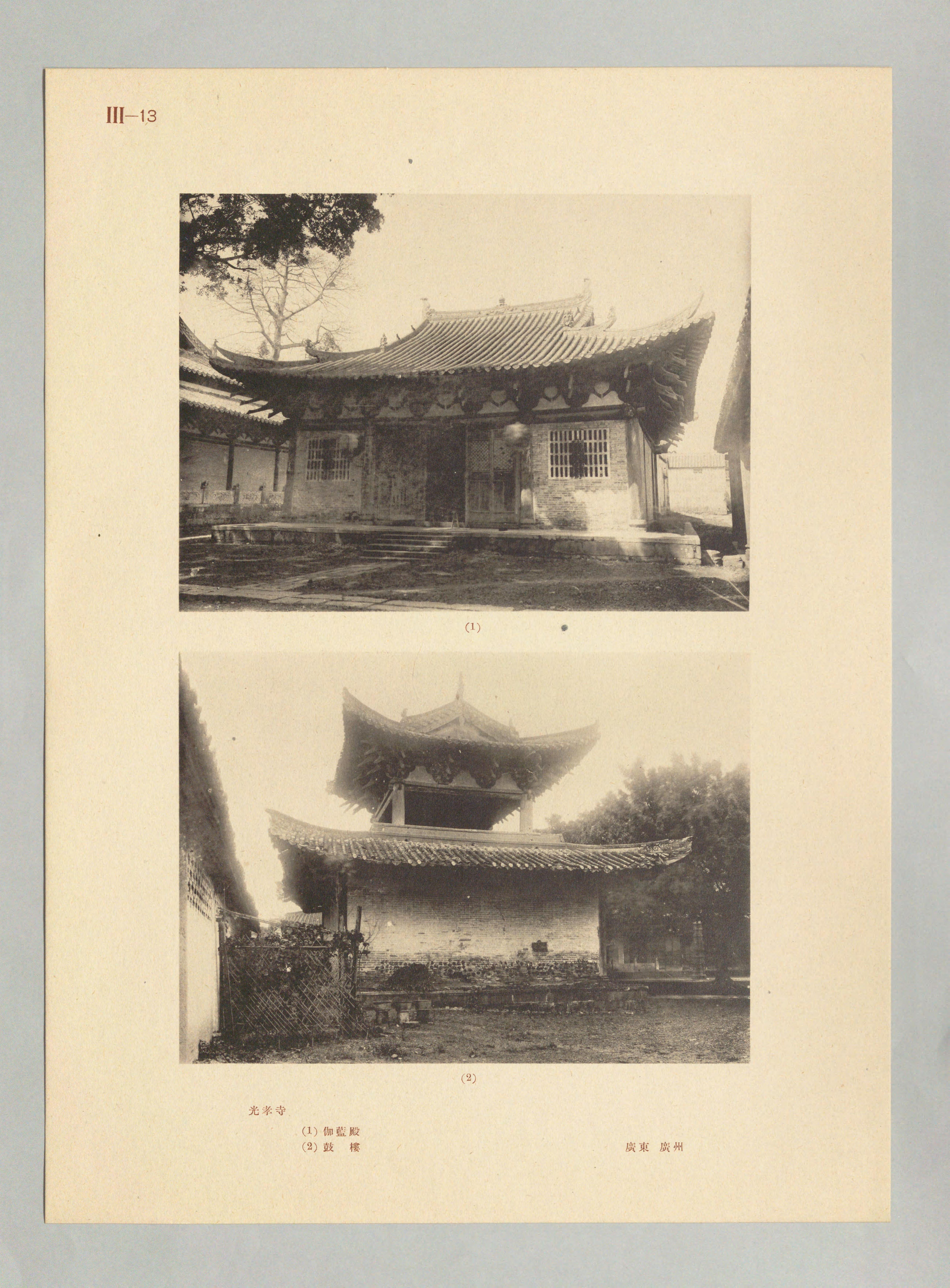
伽藍殿及鼓樓
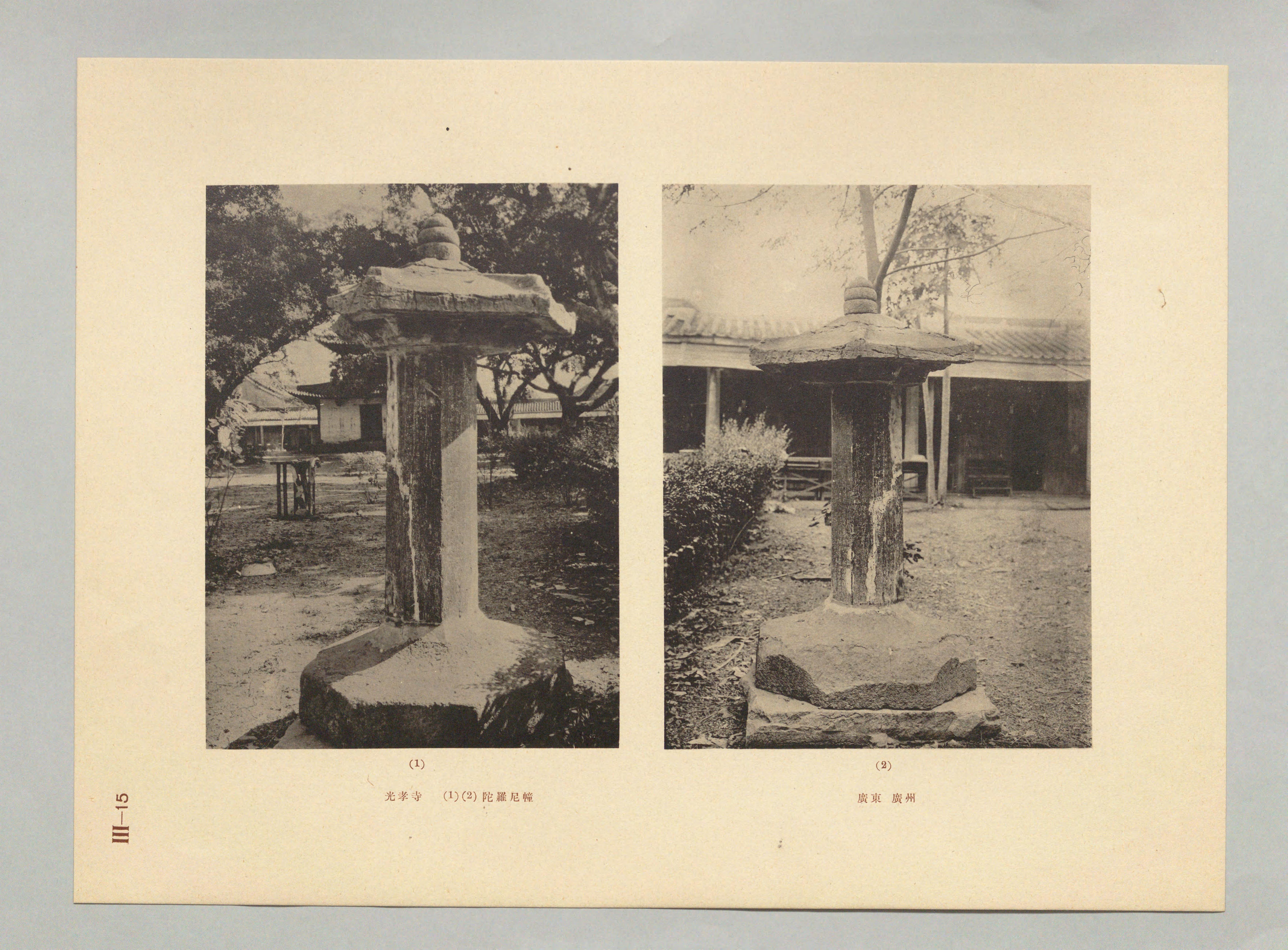
陀羅尼幢
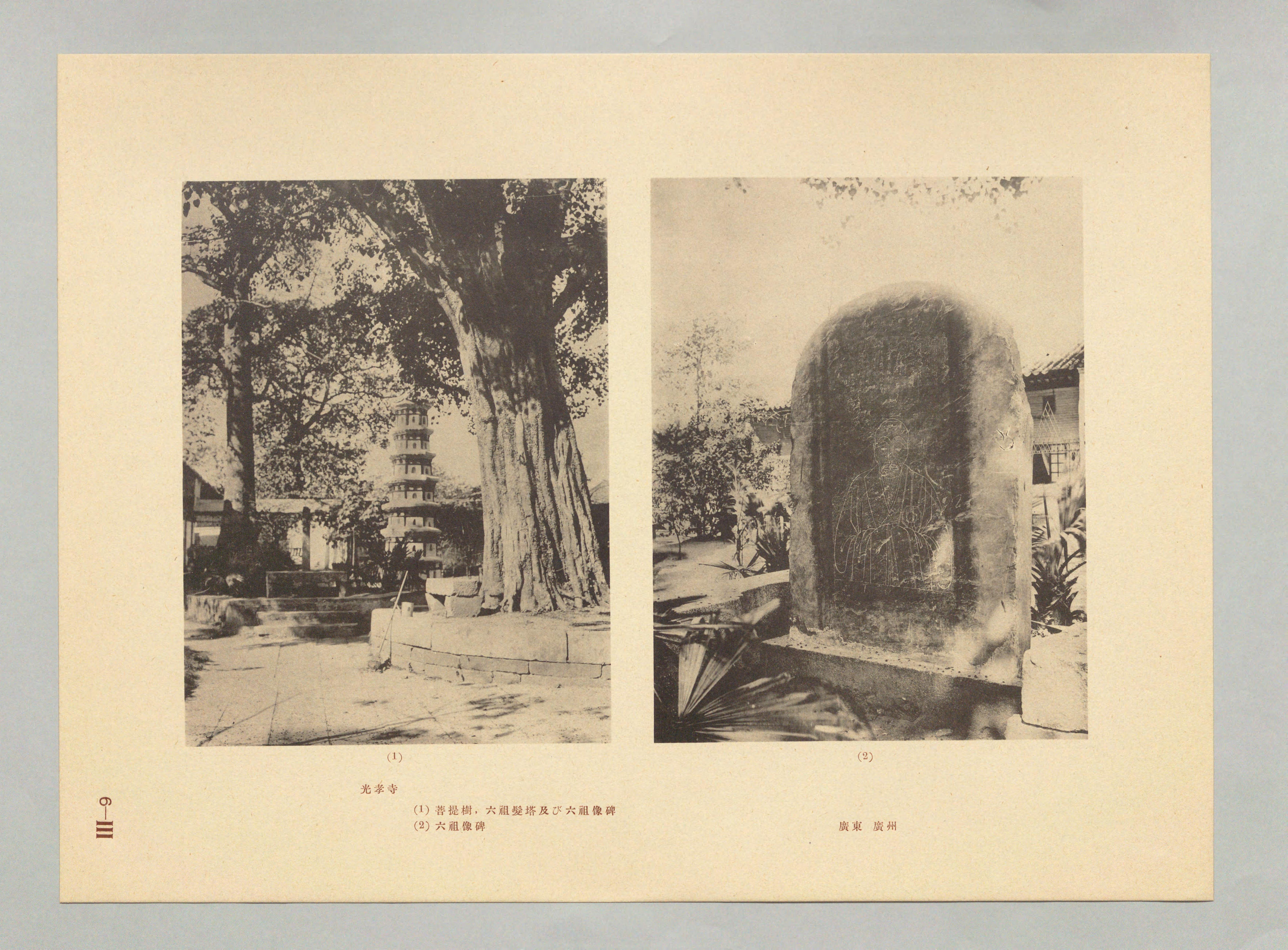
瘞髮塔及六祖像碑
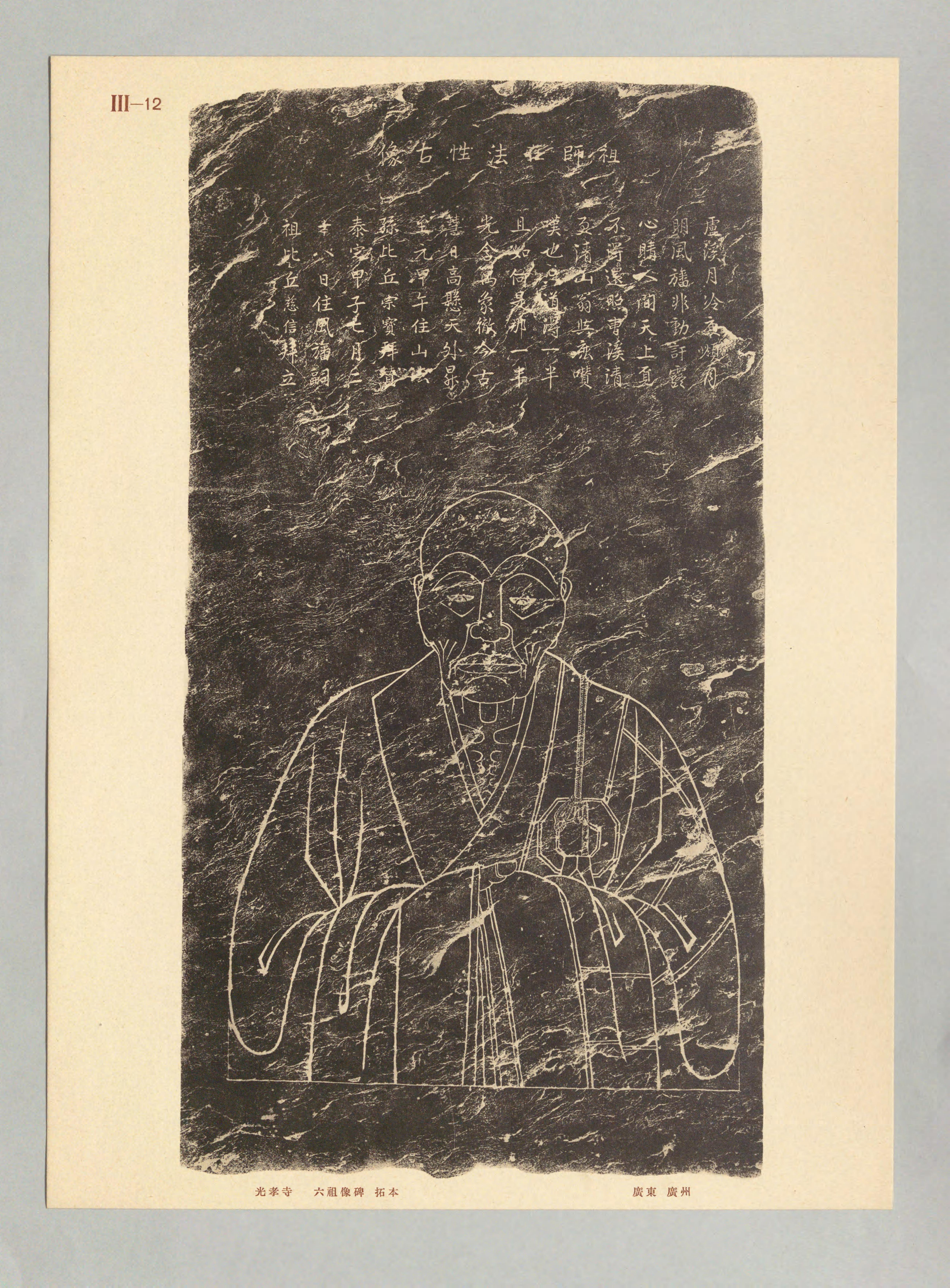
《六祖像碑》拓本
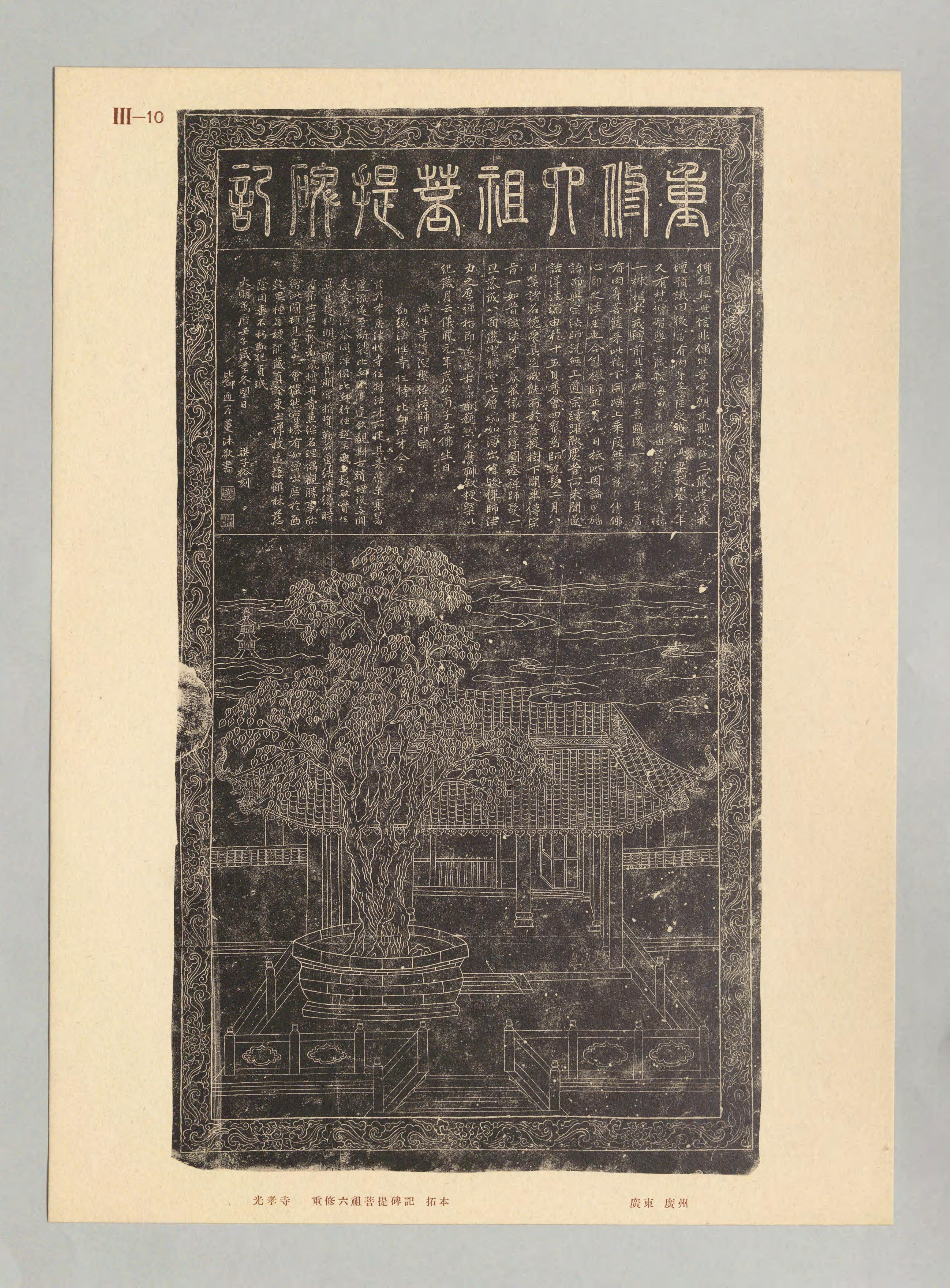
《重修六祖菩提碑記》
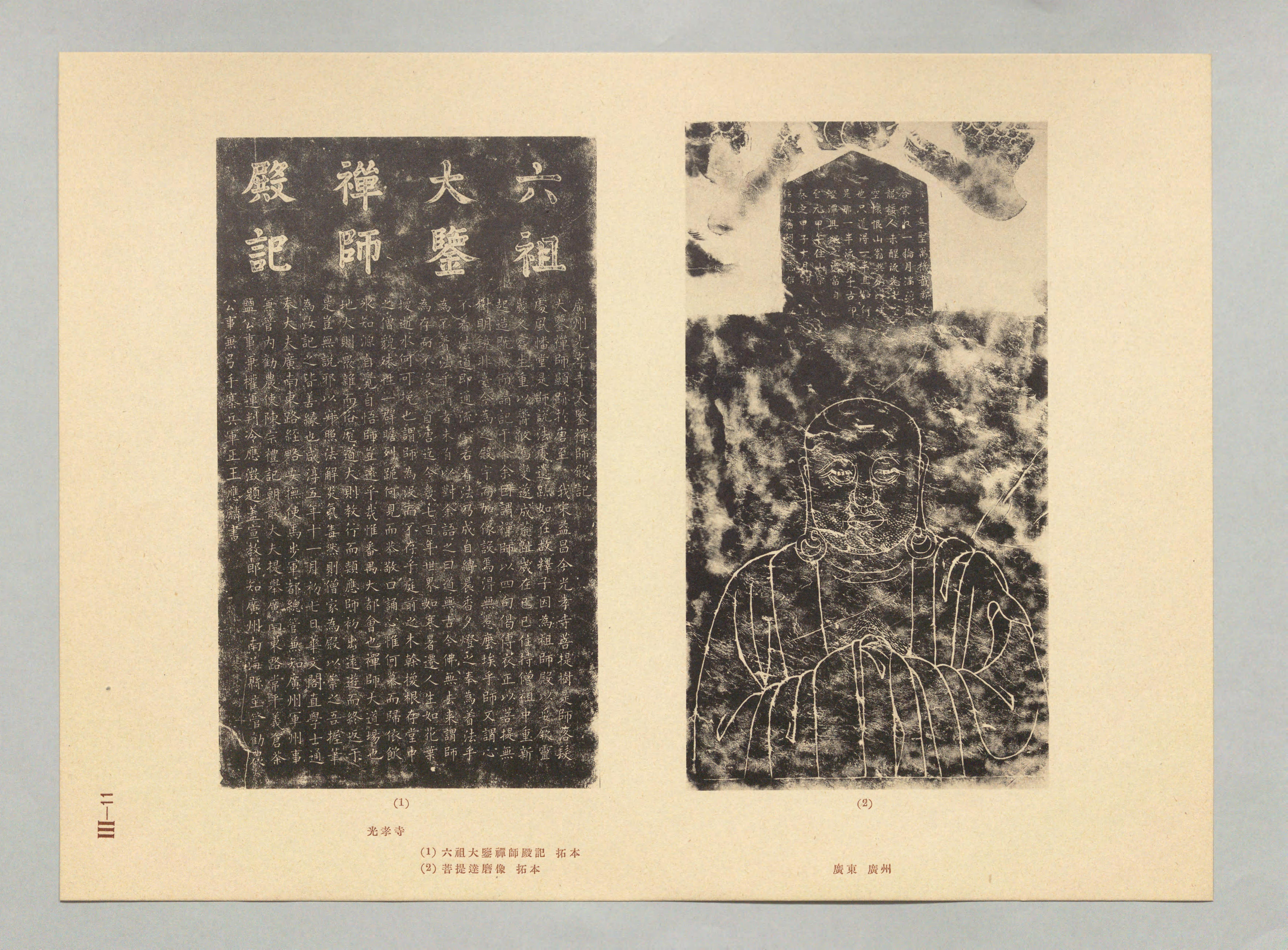
《六祖大鑒禪師殿記》拓本及《菩提達摩像》拓本
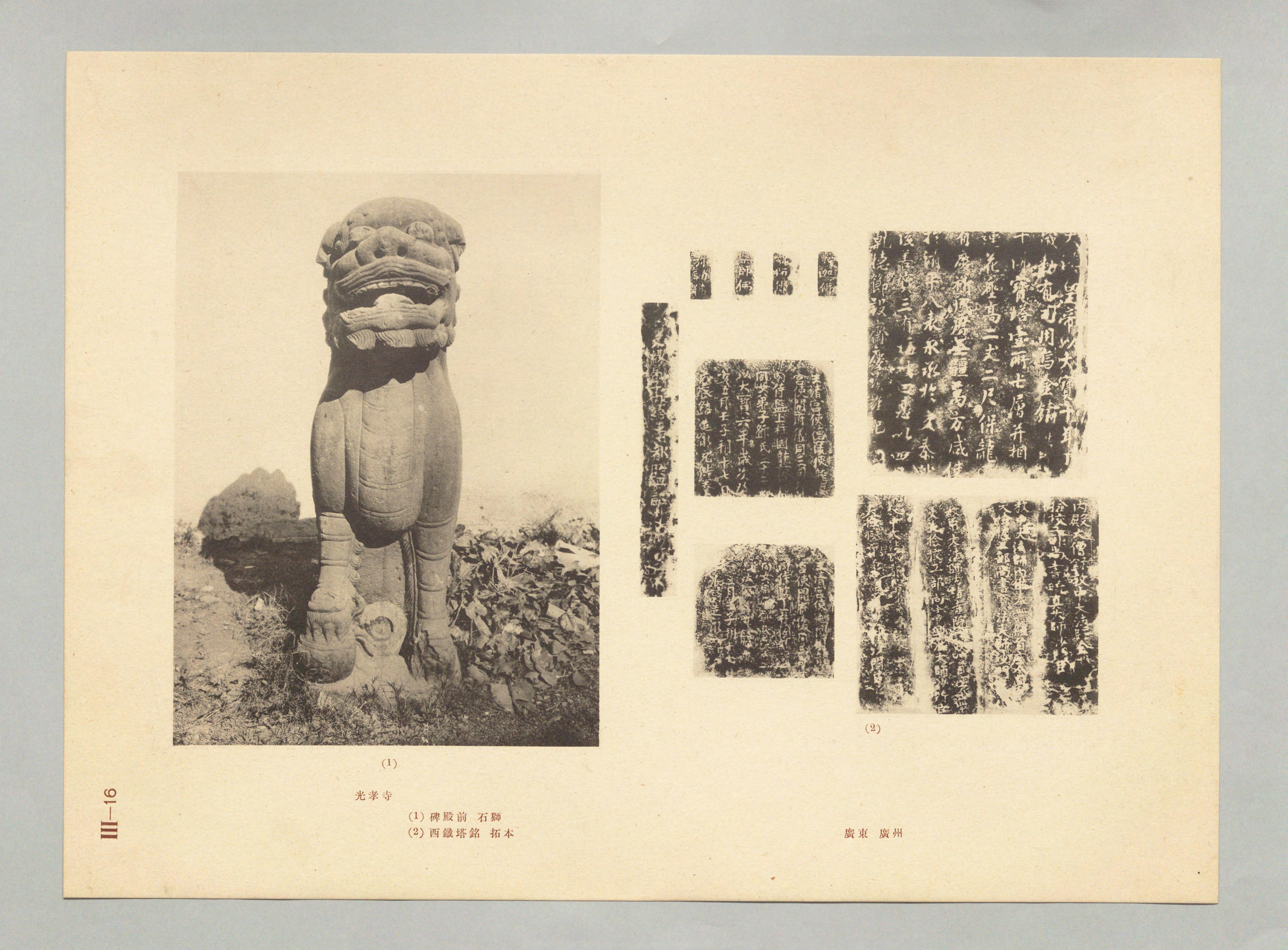
碑塔前的石獅及《西鐵塔銘》拓本
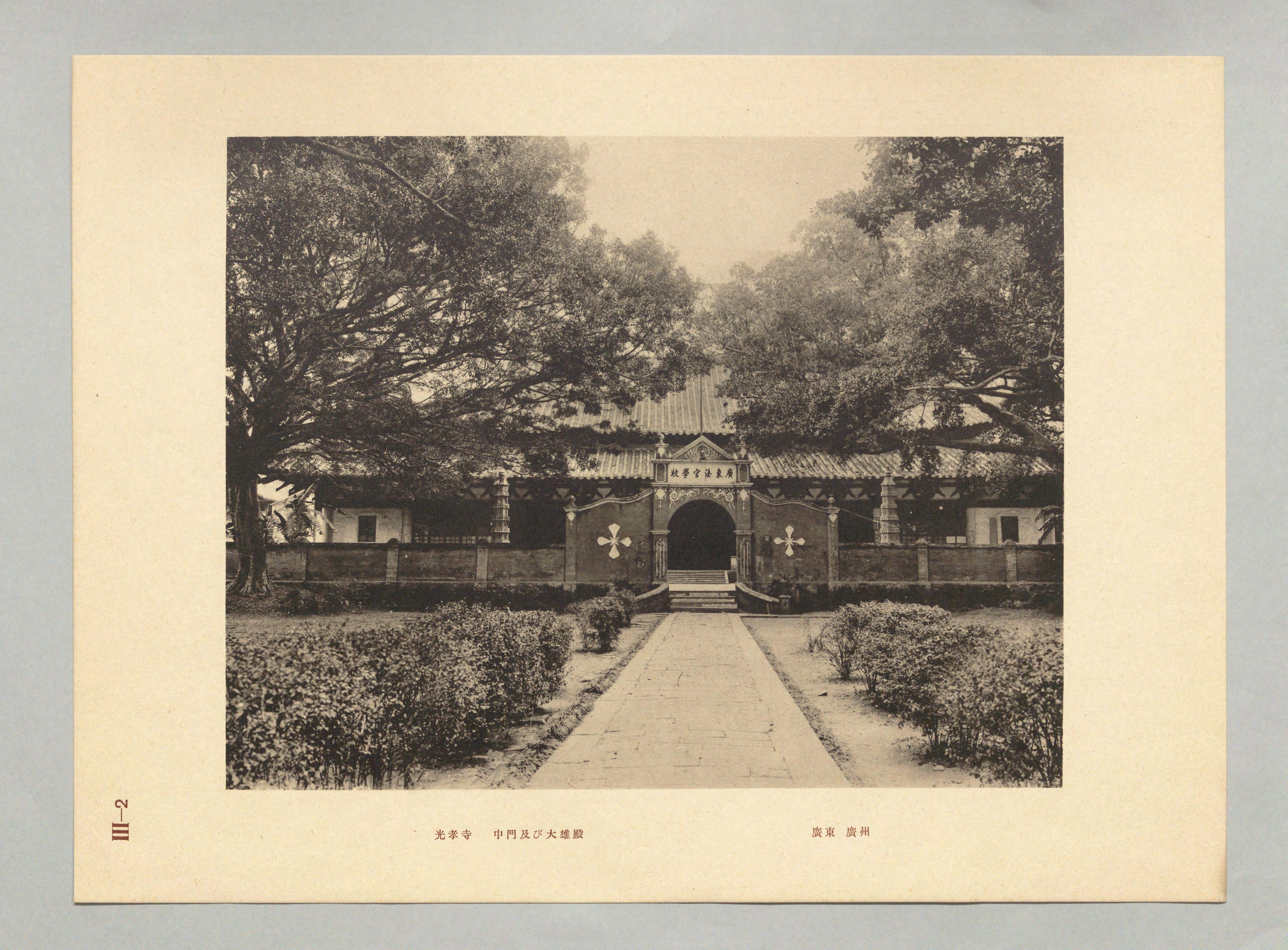
被廣東法官學校佔用大雄寶殿（1928年）

#### 中华人民共和国

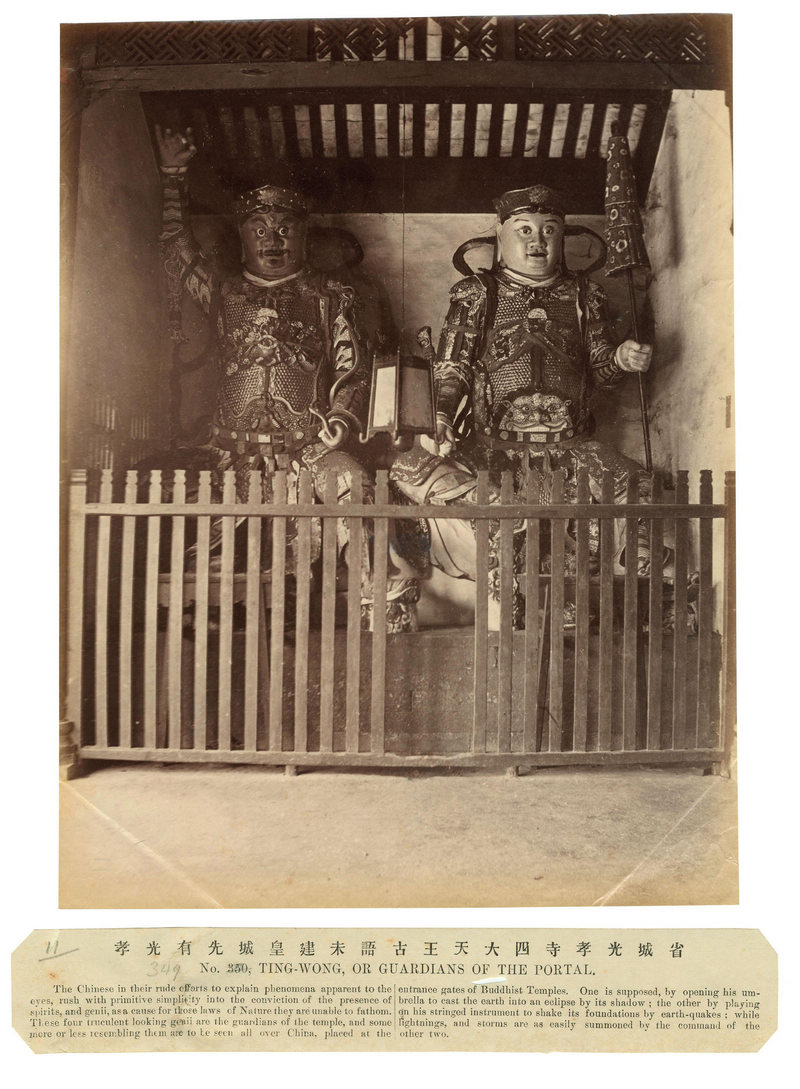
在1880年代拍攝的四大天王中的兩位，已於文革中被毀。

1949年中华人民共和国建政；僧侣们对中国共产党提倡的信仰自由感到高兴，期望能把霸占寺庙的学校全部迁出。终于，“广东省立艺专”被搬走撤消，但很快换成华南人民文学艺术学院（简称“华南文艺学院”）。华南文艺学院进驻之后，地盘马上扩大，并把僧侣们全部遣散。接着“平整土地”，把寺內所有台阶填平，一些学生甚至把入口天王殿两旁风、调、雨、顺的四大天王泥塑给砸碎，将大殿中的如来佛祖的金身也砸了，并发现在如来佛腹中，藏了许许多多佛物、佛珠、小佛和木雕罗汉。当时因要“破除迷信”，学生们大喊着也要把它们全部砸烂，後来因有人出来劝阻，广东省文物单位也闻讯赶来，才使这批珍贵藏品不被毁灭。经考证，这些均为1700年前唐代文物，个个神采奕奕，动作各异，相当可爱。后来把它们收放在广东省博物馆内，才得以保存下来。

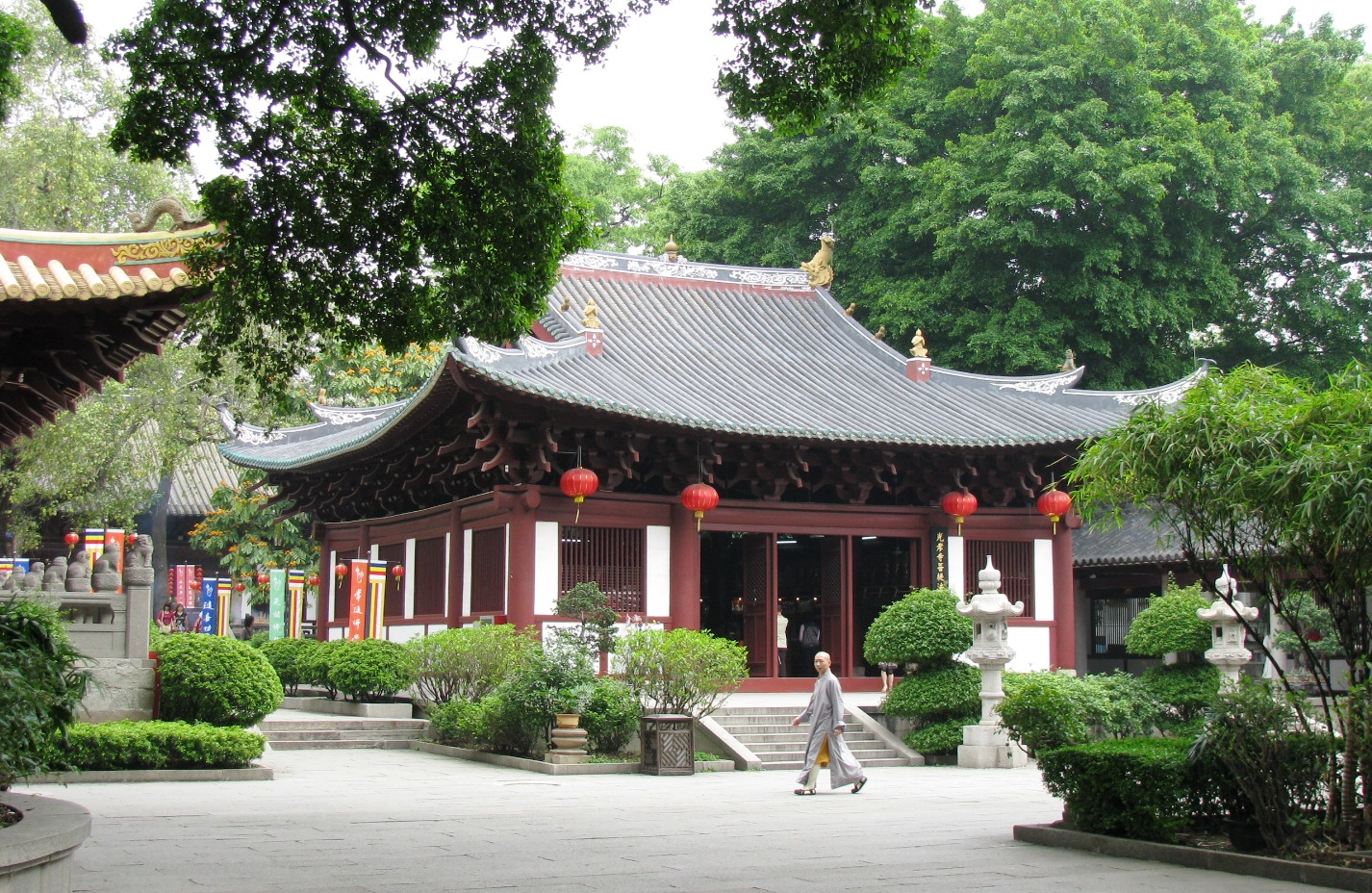
伽蓝殿

1953年，华南文工团因扩大建制而一分为二，分成华南歌舞团和广东话剧团。广东话剧团设在东山竹丝岗，华南歌舞团未有团址。广东省当局遂命令原驻扎在寺里的华南人民文学院让位给华南歌舞团。从此，华南歌舞团成了光孝寺的代名词。歌舞团很多成员後来在此建立了家庭，院内新生的男丁大家都称作“小和尚”。
山门上面的前楼，是民乐队排练场，大雄宝殿是管弦乐队的排练场，天王殿一侧是合唱队排练场。东面洗钵泉边，是广东省文化局所在地。在文化局搬往新址後，该处变成广东舞蹈学校。寺里其它地方多数变为宿舍、饭堂、幼儿园、图书室、办公室、资料室。东面那个最古老的泉水池里有许多大大小小的乌龟，是个放生池。还有一个洗砚池，池里自生自长了一种身上五颜六色，长约三四厘米的小鱼，当时院内人称它作“神仙鱼”。
1961年，国务院公布光孝寺为全国重点文物保护单位。

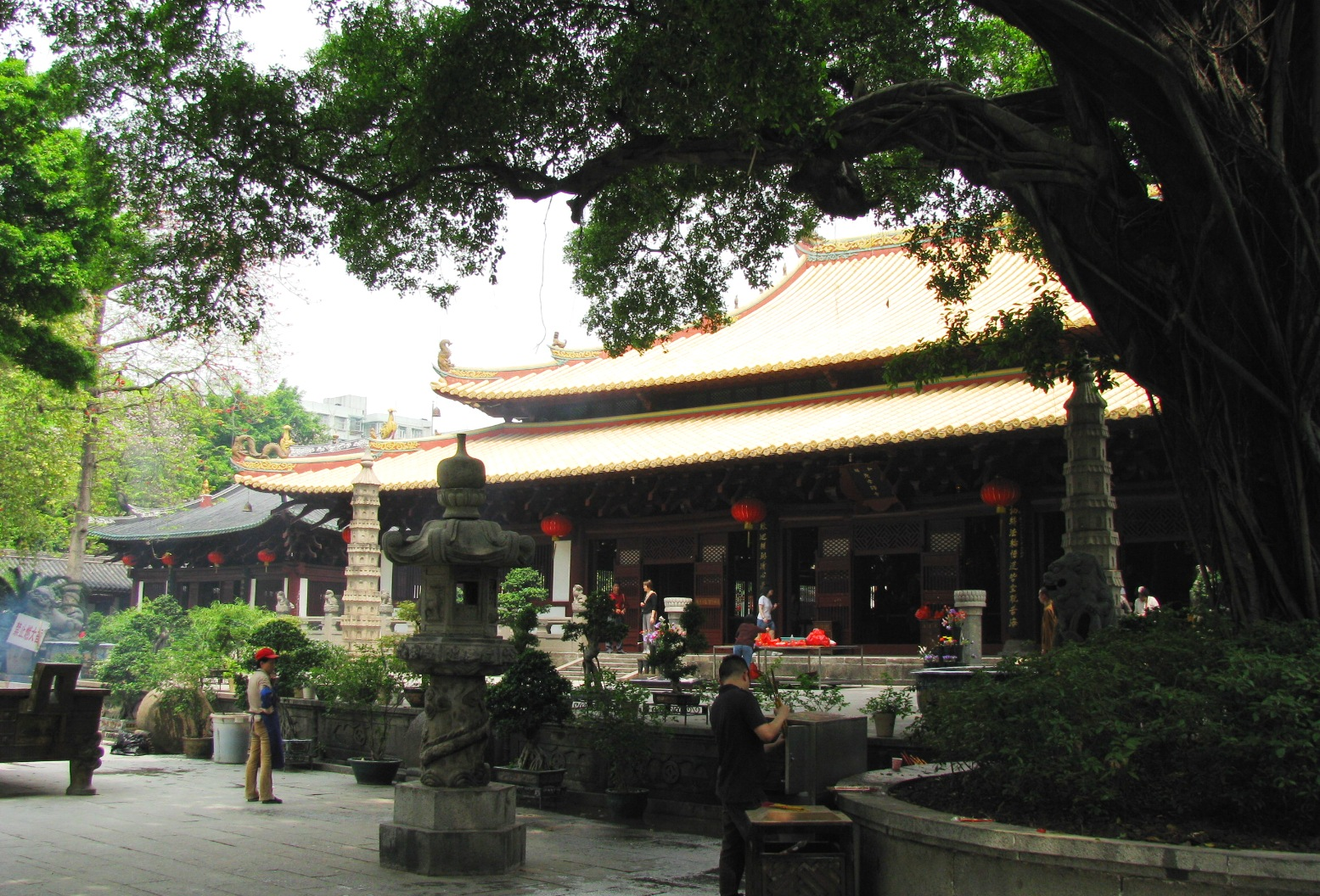
大雄宝殿

鼓楼

文化大革命时期，光孝寺成为“破四旧”的重点对象，红小兵、红卫兵等频频前来冲击，次数不小於十次，致風幡堂被毀。但因光孝寺大佛、神像早已被打烂，对联、牌匾早已被毁，住持、僧侣早已星散，已无冲击重点。这时住在光孝寺里华南歌舞团的人成为新目标，虽然院内已有革命红小兵和革命委员会，而歌舞团也属于当时的“革命文艺团体”，但仍然没有摆脱被红卫兵破坏的命运。不久後，外来红卫兵与院里红小兵联合起来，打开了院里所有高音喇叭，要求全院「同志」在半小时后，把他们所有的封、资、修（封建主义、资本主义、修正主义）文艺黑线资料、乐谱、旧照片，集中大殿前广场焚烧。这样，许多宝贵的资料被付诸一炬。红小兵又发现前门（即山门）楼上屋檐下，有一个个的“卍”标志，他们马上又声称“希特勒尚在人间，那些都是法西斯的标记。”越来越多的外来红卫兵手拿铁器、棍棒，集结在大门口。这时院里革委会主任叶端文站在门口高凳上高声要求红卫兵和革命小将们回去，“你们要相信我们院里的革命同志自己会处理好这些问题的。”有红卫兵质问其身份，但当知道他是歌舞团革委会主任时即作罢，令光孝寺避过大劫。
另外广州昔日园林寺观中，保存下来的古代匾额数之不尽，仅光孝、六榕两寺庙，往日匾额对联多不胜数，但在经历文革後均荡然无存，仅有“诃林”匾保留下来，今日仍悬挂在山门弥勒像上方，落款是：万历四十年（1612年）岁次壬子正月元旦，赐进士第左春坊左中允兼翰林院编修区大相书，并有印两方。迄今历史有400年，是广州城内现存最古老的木匾。
1974年8月，光孝寺进行全面复建和修葺。1979年再由国务院拨款60万元修缮大殿和六祖堂。1986年3月，由国务院批准光孝寺为宗教活动场所并对外开放。1987年，广东省文物管委会将该寺交还广东省佛教协会。

## 建筑及特色

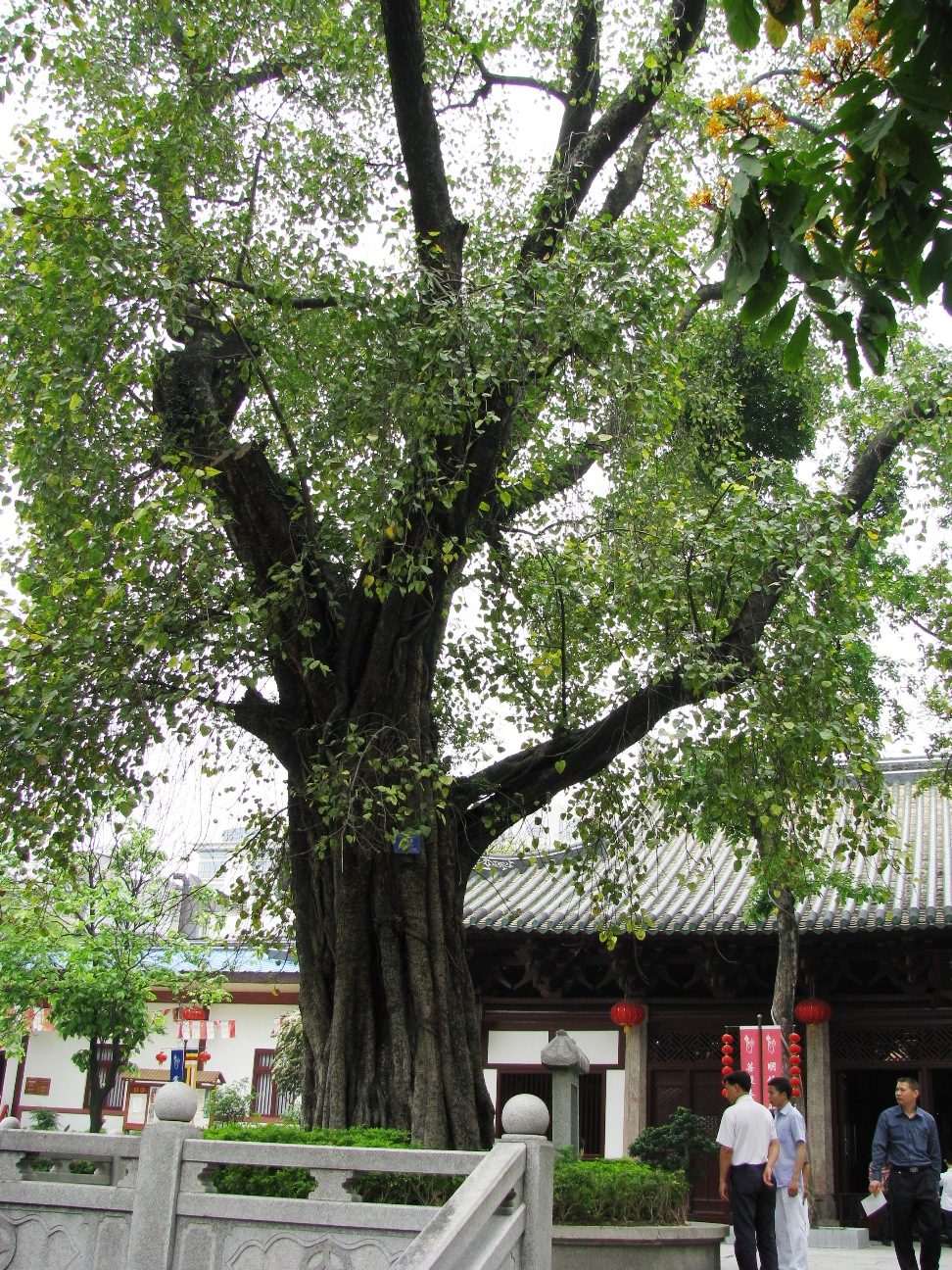
院内的菩提树。相传南朝天监元年（502年）智药从天竺携来树苗种植于此，中国它处菩提树都是由此分植出去。

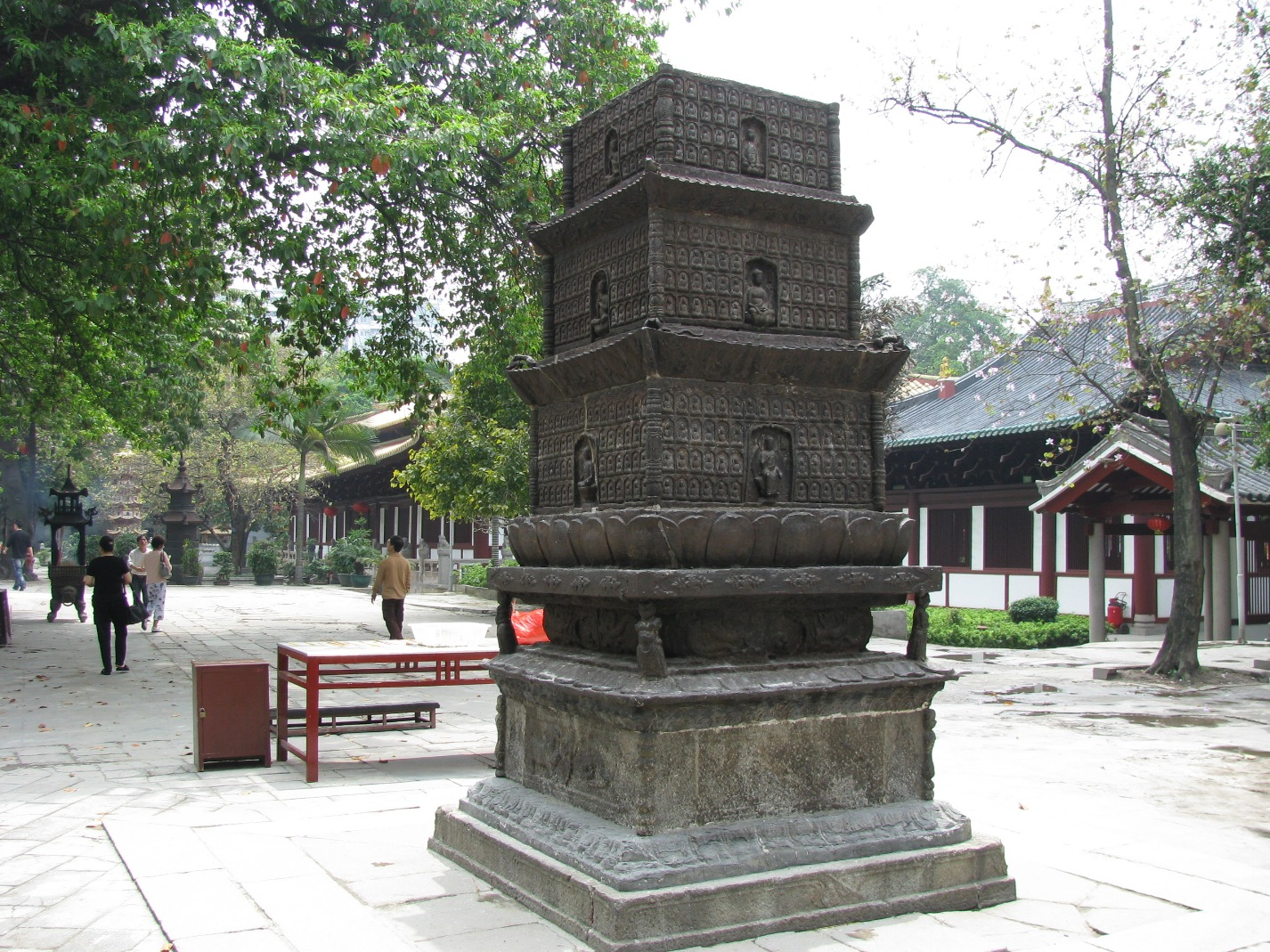
西铁塔

光孝寺尚存有不少历史文物古迹，如：始建于东晋的大雄宝殿，南朝达摩开之洗耳恭听钵泉，唐六祖惠能的瘞髮塔，密乘之陀罗尼石经钟，南汉铸造的千佛铁塔，宋时修建的伽藍殿、六祖殿，以及碑刻、佛像、菩提树等。寺院气势雄伟，殿宇优美庄严，是中国建筑艺术之瑰宝。
大雄宝殿建於東晉隆宇六年（公元401年），是华南现存最古老、保留唐宋遗风最好的建筑。端庄雄伟的外貌与完全适合南方气候的内层设计，同样都可以称为一绝。重檐到顶，圆柱悬空，既壮观又能起防雨防潮的作用，虽然历朝均有修葺，但原貌不变。大雄宝殿在清顺治年间曾重修，西、南两侧的外廊平台栏杆构造已与北廊宋代遗存不同。宋朝勾栏上的石狮子材质为灰黄色砂岩石，高45cm，脚下为云纹鼓形平座。狮形前额突，眼窝深，目圆瞪，口露齿，胸前围的绶带上悬响铃。在1980年代的修葺中，当局把东、南、西三侧的勾栏拆毁，改成新的仿宋建筑。剩下的北侧栏杆，因风雨侵蚀及各种原因，十三只石狮只剩五、六只较完整。而它们的造型仍有唐代的雕刻特点，与北方同期的石狮相似。

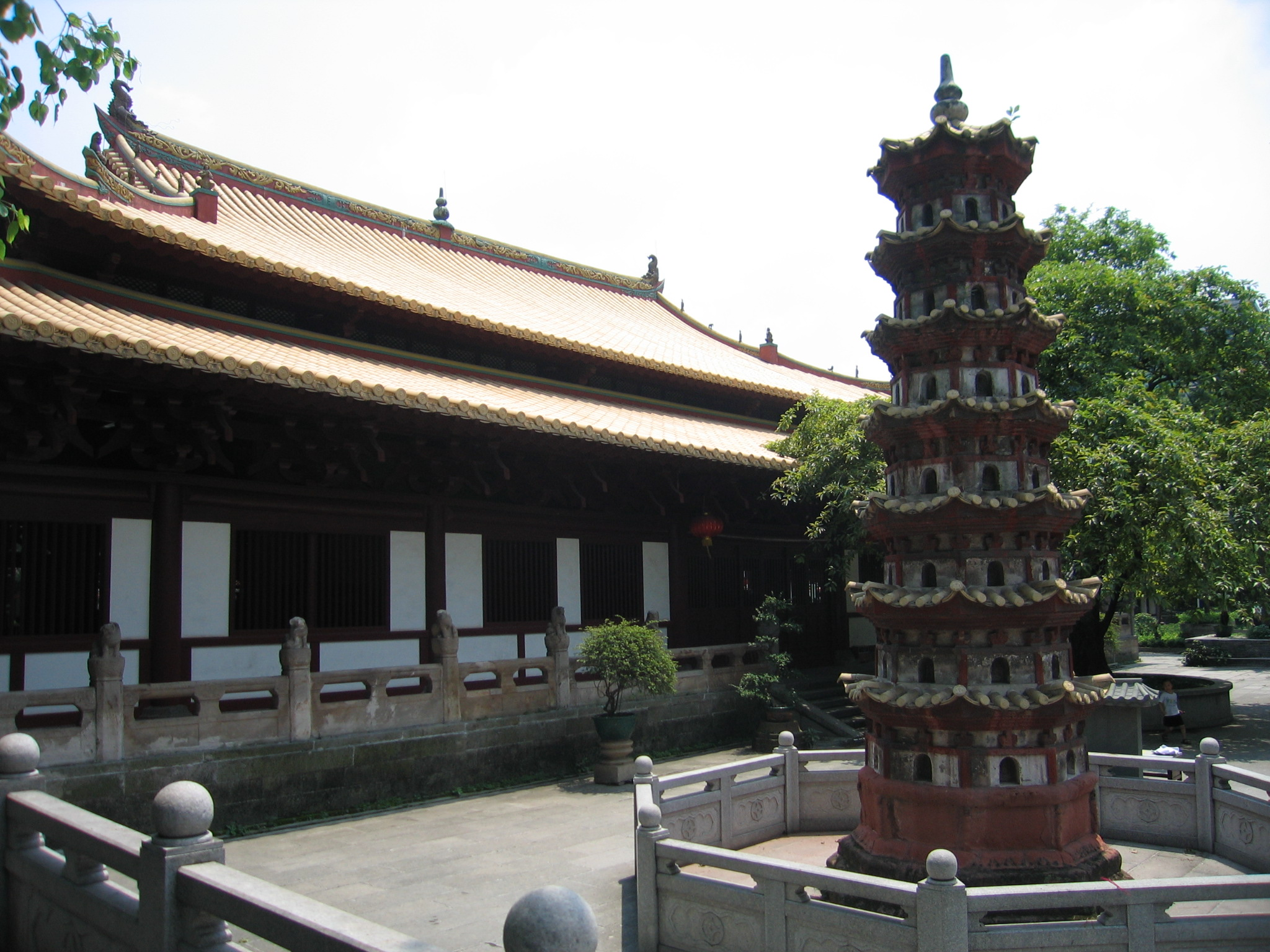
瘞髮塔

鼓楼始建於宋朝空山住持，明万历三十九年（1611年）复修，后废。1990年经考古发掘在原位置上由住持僧本焕复建。鼓楼上悬放法鼓，与钟相对，跟钟声相和应。遇隆重法会时，钟鼓齐鸣。新鼓楼以古代寺庙中的鼓楼为蓝本复建，用混合结构新工艺兴建，包括斗拱为混泥土强制，鼓楼内供奉护法关云长神像。
东西铁塔建於南汉年间，西铁塔建於五代南汉大宝六年（963年），东塔於五代南汉大宝十年（967年）建造，是中国仅存最古老和最完整的铁塔。东铁塔保存完整，以南汉皇帝劉鋹的名字铸造，四方形，共七层，高7.69米，塔基为石刻须弥座，塔身上铸有900余个佛龛，每龛都有小佛像，工艺精致。因塔身以盘龙和宝莲花装饰，每层四周遍铸佛像，初成时全身贴金，又名“涂金千佛塔”；西铁塔现存底座以上三层，该塔是劉鋹的太监龚澄枢与他的女弟子邓氏三十三娘联名铸造。日本侵华期间因房屋倒塌，四层被压烂，今存底座以上三层。
大悲幢建於唐宝历二年（826年），宝盖形状如蘑菇，以青石造成，高2.19米，八面刻有小楷书《大悲咒》，为寺内现存石刻中最早且有绝对年代可查证者，不过字迹大部分已风化。

## 文物组成部分

### 文物建筑
| 编号 | 文物名称 | 图片 | 建筑年代         |
| ---- | -------- | ---- | ---------------- |
| 1    | 大雄宝殿 |      | 清顺治十一年     |
| 2    | 六祖殿   |      | 清康熙三十一年   |
| 3    | 伽蓝殿   |      | 清               |
| 4    | 天王殿   |      | 清嘉庆           |
| 5    | 瘗髮塔   |      | 唐凤仪年间       |
| 6    | 东铁塔   |      | 五代南汉大宝十年 |
| 7    | 西铁塔   |      | 五代南汉大宝六年 |
| 8    | 东塔殿   |      | 民国后期         |
| 9    | 风幡堂   |      | 民国             |
| 10   | 洗钵泉   |      | 南北朝梁         |

## 意外
在1999年12月7日中午，曾發生一单爆炸案，光孝寺首座和尚釋宏滿使用的一部房車被炸毀，並炸傷了一名剛好路過的女香客。当时广州警方在七天時間內迅速破案，共拘捕三名光孝寺的內部人員：一名僧人、一名門衛和一名水電技工。2003年9月，该案被告的辩护律师找到了公诉方的一名关键证人曹某，曹表示自己在公安机关作的口供都是“胡编乱造”的，令案件出现转机。法院称，但由于原审上诉人与辩护人提供的现有证据尚不足以推翻原审判决，因此维持原判。

## 英文名稱
光孝寺的英文名稱在1949年前使用或傳統的粤式郵政式拼音，現時已被當局改為漢語拼音。

## 公共交通
- 地铁：一号线西门口站出站后按指引牌前往。
- 巴士：西门口站。

## 收费
每人/次¥5